# 淋漓锥
淋漓锥（学名：Castanopsis uraiana），为壳斗科锥属下的一个植物种。